# Sesseggen
Der Sesseggen ist ein Gebirgskamm im ostantarktischen Königin-Maud-Land. Er ragt im nördlichen Teil der Gebirgsgruppe Gjelsvikfjella nahe der norwegischen Troll-Station auf.
Wissenschaftler des Norwegischen Polarinstituts benannten ihn 2007 in Anlehnung an die Benennung des benachbarten Jutulsessen (norwegisch für Großer Sitz).